# Baudouinia orientalis
Baudouinia orientalis är en ärtväxtart som beskrevs av René Viguier. Baudouinia orientalis ingår i släktet Baudouinia och familjen ärtväxter. Inga underarter finns listade i Catalogue of Life.